# 甘河子镇 (乌苏市)
甘河子镇，是中华人民共和国新疆维吾尔自治区塔城地区乌苏市下辖的一个乡镇级行政单位。

## 行政区划
甘河子镇下辖以下地区：
大树庄子村、包家庄子村、刘家庄子村、王乡庄子村、杨家庄子村、郝家庄子村、头道场子村、二道场子村和三道场子村。